# Frans Eemil Sillanpää
Frans Eemil Sillanpää (; Hämeenkyrö, 16 settembre 1888 – Helsinki, 3 giugno 1964) è stato uno scrittore finlandese.
Nacque in un villaggio della Finlandia meridionale da una famiglia di contadini. Nonostante ciò, riuscì a frequentare il liceo a Tampere e ad iscriversi alla facoltà di scienze naturali presso l'Università di Helsinki. Nella capitale ebbe modo di entrare a contatto con l'élite culturale del Paese (conobbe, tra gli altri, Eero Järnefelt, Jean Sibelius, Juhani Aho e Pekka Halonen). 
Nel 1913 tornò al villaggio natio dove si dedicò appieno alla letteratura.
Esordì con alcune raccolte di novelle, Elämä ja aurinko ("La vita e il sole", 1916) e Ihmislapsia elämän saatossa ("I figli dell'uomo nel corteo della vita", 1917), anticipazioni dei futuri capolavori per alcuni aspetti, come la descrizione dei personaggi e la sensibilità lirica.
Del 1917 è il suo romanzo più famoso, Hurskas kurjuus ("Santa miseria", 1919), dove si notano le influenze se non i turbamenti scaturiti dagli avvenimenti del 1917-18. La fama internazionale gli venne da Nuorena nukkunut ("Addormentata da giovane" o "Silja", 1931), seguito da Miehen tie ("La strada dell'uomo", 1932). Dottore honoris causa nel 1936, nel 1939 gli fu conferito il premio Nobel per la letteratura, primo e  fino ad oggi unico autore finlandese ad averlo ricevuto.
La sua popolarità fu proseguita dalla raccolta di racconti Poika eli elämäänsä ("Il figlio ha vissuto la sua vita", 1950). Gli è stato intitolato l'asteroide 1446 Sillanpää, scoperto dall'astronomo e fisico finlandese Yrjö Väisälä.

## Opere
- Elämä ja aurinko, (1916)
- Ihmislapsia elämän saatossa, (1917)
- Santa miseria (Hurskas kurjuus, 1919)
- Rakas isänmaani, (1919)
- Hiltu ja Ragnar, (1923)
- Enkelten suojatit, (1923)
- Omistani ja omilleni, (1924)
- Maan tasalta, (1924)
- Töllinmäki, (1925)
- Rippi, (1928)
- Kiitos hetkistä, Herra..., (1930)
- Nuorena nukkunut, (1931)
- Miehen tie, (1932)
- Virranpohjalta, (1933)
- Ihmiset suviyössä, (1934)
- Viidestoista, (1936)
- Elokuu, (1941)
- Ihmiselon ihanuus ja kurjuus, (1945)